# Tematantongo
Tematantongo ist ein Ort im Norden des Maiana-Atolls in den zum Inselstaat Kiribati gehörenden Gilbertinseln im Pazifischen Ozean mit einer Landfläche von 9 Hektar. 2020 hatte der Ort 181 Einwohner.

## Geographie
Tematantongo liegt im Norden des Haupt-Motus von Maiana zwischen Tekaranga im Nordwesten und Aobike im Südosten an der Riffinnenseite (Lagunenseite). Im Ort gibt es ein Versammlungshaus (Maneaba).

## Klima
Das Klima ist tropisch heiß, wird jedoch von ständig wehenden Winden gemäßigt. Ebenso wie die anderen Orte des Maiana-Atolls wird Tematantongo gelegentlich von Zyklonen heimgesucht.